# Нін'ер-Хані-Їський автономний повіт
23°03′48″ пн. ш. 101°02′38″ сх. д. / 23.06336° пн. ш. 101.04395° сх. д.
Нін'ер-Хані-Їський автономний повіт (кит. 宁洱哈尼族彝族自治县, пін. Níng'ĕr Hānízú Yízú Zìzhìxiàn) — один із повітів КНР у складі префектури Пуер, провінція Юньнань. Адміністративний центр — містечко Нін'ер.

## Географія
Нін'ер-Хані-Їський автономний повіт лежить у центральній частині префектури у межах Юньнань-Гуйчжоуського плато. Східним кордоном повіту слугує річка Бабянь (права твірна річки Да).

### Клімат
Повіт знаходиться у зоні, котра характеризується океанічним кліматом субтропічних нагір'їв. Найтепліший місяць — червень із середньою температурою 22,7 °C. Найхолодніший місяць — січень, із середньою температурою 12,7 °С.
| Клімат повіту Нін'ер-Хані-Ї                        | Клімат повіту Нін'ер-Хані-Ї | Клімат повіту Нін'ер-Хані-Ї | Клімат повіту Нін'ер-Хані-Ї | Клімат повіту Нін'ер-Хані-Ї | Клімат повіту Нін'ер-Хані-Ї | Клімат повіту Нін'ер-Хані-Ї | Клімат повіту Нін'ер-Хані-Ї | Клімат повіту Нін'ер-Хані-Ї | Клімат повіту Нін'ер-Хані-Ї | Клімат повіту Нін'ер-Хані-Ї | Клімат повіту Нін'ер-Хані-Ї | Клімат повіту Нін'ер-Хані-Ї | Клімат повіту Нін'ер-Хані-Ї |
| Показник                                           | Січ.                        | Лют.                        | Бер.                        | Квіт.                       | Трав.                       | Черв.                       | Лип.                        | Серп.                       | Вер.                        | Жовт.                       | Лист.                       | Груд.                       | Рік                         |
| Середній максимум, °C                              | 21                          | 23,3                        | 26,3                        | 28,1                        | 28,3                        | 27,9                        | 27,1                        | 27,4                        | 26,9                        | 25,1                        | 23                          | 20,6                        | 25,4                        |
| Середня температура, °C                            | 12,7                        | 14,4                        | 17,6                        | 20,1                        | 21,8                        | 22,7                        | 22,3                        | 22,2                        | 21,3                        | 19,3                        | 16                          | 13,1                        | 18,6                        |
| Середній мінімум, °C                               | 7,3                         | 7,8                         | 10,8                        | 14                          | 17,1                        | 19,5                        | 19,7                        | 19,5                        | 18,5                        | 16,3                        | 12,1                        | 8,9                         | 14,3                        |
| Норма опадів, мм                                   | 28.1                        | 17                          | 29.4                        | 54.7                        | 145.5                       | 215.7                       | 292.1                       | 283.7                       | 173.2                       | 133.2                       | 51.4                        | 21.5                        | 1445.5                      |
| Вологість повітря, %                               | 77                          | 69                          | 63                          | 64                          | 74                          | 82                          | 86                          | 85                          | 84                          | 84                          | 82                          | 81                          | 78                          |
| -------------------------------------------------- | --------------------------- | --------------------------- | --------------------------- | --------------------------- | --------------------------- | --------------------------- | --------------------------- | --------------------------- | --------------------------- | --------------------------- | --------------------------- | --------------------------- | --------------------------- |
| Джерело: Дані метеостанції №56961 (КНР, 1991-2020) |                             |                             |                             |                             |                             |                             |                             |                             |                             |                             |                             |                             |                             |